# Hubert Meyer (Maler)
Hubert Meyer (* 1826 in Linz; † 1895 in Antwerpen) war ein Porträtmaler und Lithograf.

## Leben
Meyer wurde 1826 in Linz als Sohn eines Arztes geboren. Seit 1842 war er im Bonner lithographischen Institut von Bach in der Lehre und siedelte 1845 zur weiteren Ausbildung nach Düsseldorf über. Wegen seiner Teilnahme an der Märzrevolution des Jahres 1848 flüchtete er in die Niederlande und starb 1895 als geschätzter Porträtmaler in Antwerpen. Zwei seiner Porträtzeichnungen befanden sich in Privatbesitz in Linz. Er war ein Bekannter des vier Jahre jüngeren Malers Johann Martin Niederée. Ein weiteres Porträt, dass er von Heinrich von Arx anfertigte, befand sich im Besitz des Adrian von Arx (1847–1919) in Olten.

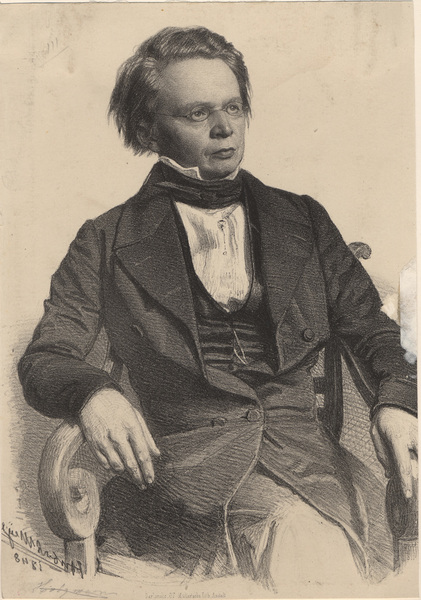
Christian Friedrich Wilhelm Roller (1848)
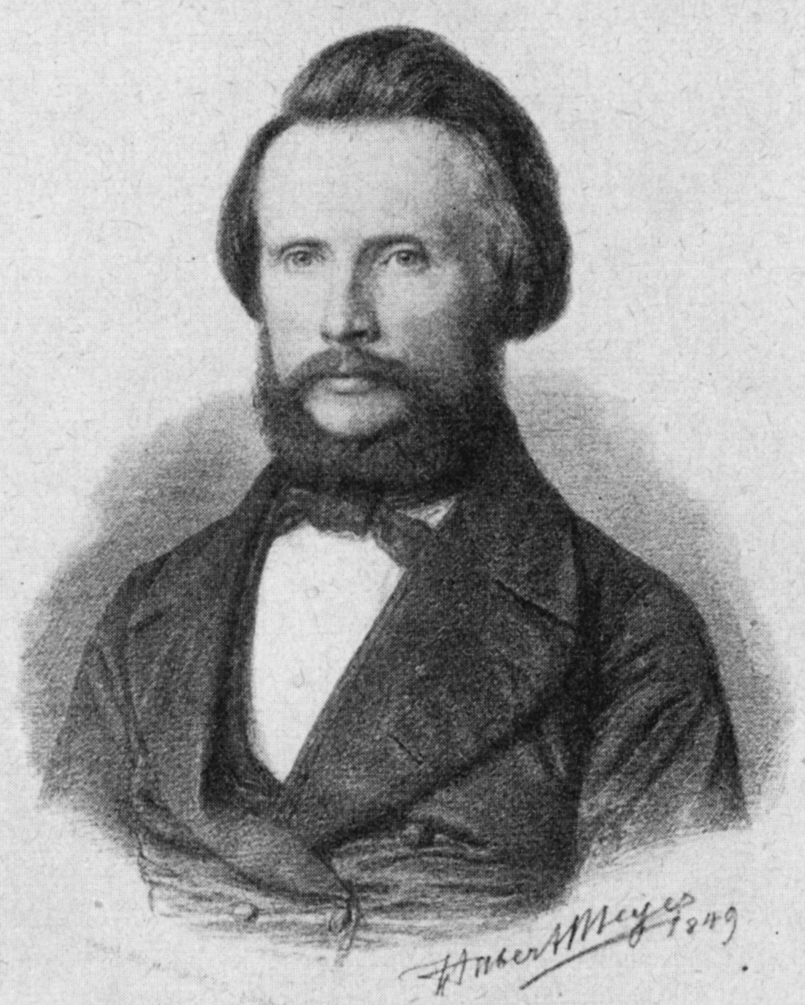
Friedrich Eisenlohr

Porträts (Auswahl)
- Leopold Valentin Schmidt, 1843[4]
- C.B. Gockel, 1848[5]
- Jakob Hochstetter, 1849[6]
- Heinrich Hübsch, 1849[7]
- Ferdinand Redtenbacher, 1849[8]
- Eduard Stauffer, 23. Juli 1851[9]